# Walther Otremba
Walther Otremba (* 23. September 1951 in Ahrensburg) ist ein ehemaliger deutscher politischer Beamter (CDU). Er war von September 2006 bis März 2011 in verschiedenen Bundesministerien beamteter Staatssekretär.

## Leben

### Ausbildung
Otremba ist Sohn von Erich Otremba. Er besuchte zunächst die Stormarnschule in Ahrensburg und legte dann das Abitur 1971 am Hansagymnasium Köln ab. Er studierte von 1971 bis 1977 Wirtschaftswissenschaften an der Universität zu Köln und erreichte am 14. November 1977 den Abschluss zum Diplom-Volkswirt. Am 3. Juli 1980 wurde er dort zum Dr. rer. pol. promoviert. Danach arbeitete er zwischen 1980 und 1983 als wissenschaftlicher Mitarbeiter für die Monopolkommission.

### Arbeit in Bundesbehörden
1983 wurde er Referent der Grundsatzabteilung des Bundesministeriums der Finanzen. In den Jahren 1986 bis 1990 war er Wirtschaftspolitischer Referent und Redenschreiber im Ministerbüro und erlangte ab 1991 die Position des Referatsleiters Grundsatzfragen der Finanzpolitik, wobei er ab 1994 Leiter der Unterabteilung Grundsatzfragen der Finanzpolitik und von 1998 bis 1999 Leiter der Unterabteilung Gesamt- und finanzwirtschaftliche Analysen und Projektionen, Wirtschaftsstatistik war.
Von 2002 bis 2006 war er Vorstandsvorsitzender der Bundesanstalt für Post und Telekommunikation.

### Staatssekretär
Otremba wurde am 1. September 2006 beamteter Staatssekretär im Bundesministerium für Wirtschaft und Technologie. Im Zuge der Finanzkrise ab 2007 wirkte er maßgeblich in Gremien mit, darunter im Finanzmarktstabilisierungsfonds.
Nach einer kurzen Tätigkeit ab 2009 als beamteter Staatssekretär im Bundesministerium der Finanzen wurde er am 27. Januar 2010 in gleicher Funktion in das Bundesministerium der Verteidigung berufen. Am 4. März 2011 wurde Otremba vom neuen Verteidigungsminister Thomas de Maizière ohne Angaben von Gründen in den einstweiligen Ruhestand versetzt.
Walther Otremba war Mitglied des Aufsichtsrates der Deutschen Bahn.

### Vorstandsvorsitzender
Nach seiner Versetzung in den einstweiligen Ruhestand wechselte Otremba als Vorstandsvorsitzender zum Bundesverband Briefdienste.

## Privates
Otremba ist verheiratet, hat vier Kinder und lebt in Sankt Augustin. Seit 1998 ist er Mitglied der CDU.

## Schriften
- Walther Otremba: Marktzugangsbeschränkungen als Problem der Wettbewerbspolitik. Dissertation an der Universität Köln. Mannhold, Düsseldorf 1980.